# هورنبلند
يُشتق اسم الهورنبلند من كلمتين ألمانيتين هما horn بسبب لونه الداكن و blenden وتعني «يبهر» واستُخدم مصطلح blende كثيراً للإشارة إلى اللافلز اللامع . وهو مُكوّن شائع في الصخور النارية وعلى وجه الخصوص في الصخور المتدخّلة أو المُندَسّة (intrusive) مثل الغرانيت والغرانوديوريت والديوريت والسيانيت . ويمكن لصخور النايس والشِست المتحولة تحولاً متوسط الدرجة أن تكون غنية كذلك بالهورنبلند . تُسمى الصخور التي تسود فيها الأمفيبولات (amphiboles) . وفي صخور مثل الديوريت ، ينمو الهورنبلند داخل الفراغ بين بلورات البلاجيوكلاز. ويشكل الهورنبلند في صخور الغرانيت والغرانوديوريت بلورات بالغة الصغر جيدة التشكّل. والبلورات الكبيرة نادرة لكنها مكتنزة في العادة ومنشورية الشكل . وللهورنبلند تركيبة كيميائية كبيرة ومتنوعة يتنوع فيها مزيج الكالسيوم والصوديوم ، أو المغنيسيوم والحديد. يكون الهورنبلند المحتوي على ما يقل عن 5 في المائة من أكاسيد الحديد رمادياً أو أبيض اللون ويُسمى إيدينيت (edenite)، على اسم بلدة إيدنفيل في ولاية نيويورك حيث تم التعرف عليه.
- النظام البلوري : أحادي الميل monoclinic
- السحنة البلورية : البلورات مكتنزة ومنشورية الشكل؛ وفي الأغلب على هيئة كتل وحبيبات وألياف
- اللون : أسود إلى أخضر داكن
- البريق : زجاجي إلى كامد
- المخدش : بني إلى رمادي
- الصلادة : 5- 6.
- الانفصام : منشوري ، جيد
- المكسر : غير مستوٍ
- الثقل النوعي : 3- 3,5
- أماكن تواجد ملحوظة : آرندال - النرويج؛ بيلينا (بوهيميا) - جمهورية التشيك؛ فالكنبرغ (جبال الأورال) - روسيا؛ جبل فيزوف - إيطليا؛ مرسية - إسبانيا؛ بانكروفت (أونتاريو) - كندا؛ إيدنفيل - ولاية نيويورك؛ فرانكلِن - ولاية نيوجيرسي .